# September (album)
September este albumul de debut al cântăreței suedeze Petra Marklund.

## Istorie
După ce a fost demarat proiectul September, Petra Marklund a început înregistrarea melodiilor compuse de către Jonas Von Der Burg, Niclas Von Der Burg și Anoo Bhagavan. Astfel, pe data de 11 februarie a anului 2004 a fost lansat primul album al artistei. El este influențat puternic de genurile dance și pop, melodiile având un ritm alert, iar versurile fiind romantice și moderne. Produsul a fost lansat sub semnătura casei de discuri Stockholm Records, cu care Marklund obținuse un contract. Din totalul de unsprezece pise incluse pe album trei dintre ele au fost extrase pe single: La La La (Never Give it Up), We Can Do It și September All Over. Acestea au ajutat albumul să intre în topul celor mai bine vândute produse din Suedia, unde a atins poziția cu numărul 36. September a rămas în acest top pentru șase săptămâni consecutive, la sfârșitul cărora a ieșit din top de pe poziția 51.
În 2003, la vârsta de 18 ani, ea a avut primul ei hit in Suedia ,intitulat "La La La (Never Give It Up)" care a urcat pe poziția cu numărul în Suedia. Single-ul următor, "We Can Do It" a devenit cel de-al doilea hit al său care a ocupat poziții în top 10. Aceste două melodii au fost lansate pe piața muzicală din țara sa natală înainte de ieșirea pe piață a albumului. Ca și rezultat, albumul său de debut a fost lansat în luna februarie a anului 2004 împreună cu un nou cântec extras de pe acesta intitulat "September All Over", care a câștigat poziția cu numărul opt în topul național al Suediei.

## Lista melodiilor
1. "Same Old Song"
2. "September All Over"
3. "Get What You Paid For"
4. "La La La (Never Give it Up)"
5. "Mary Ann"
6. "We Can Do It"
7. "Can't Love Myself"
8. "Star Generation"
9. "Pretty World"
10. "Love Thing"
11. "Love For Free"

## Extrase pe single

### La La La (Never Give it Up)
Pe data de 6 februarie a anului 2003, September a lansat în Suedia un EP, care conținea melodia La La La (Never Give it Up) în original, în varianta remixată scurt și lung și o altă versiune pentru radio mai lungă.
Pe 2 iunie 2003 a fost lansat și sigle-ul de debut al artistei, La La La (Never Give it Up), care se încadrează în stilurile muzicale pop și dance. Piesa a fost și primul single lansat sub marca casei de înregistrări Stockholm Records. Melodia a fost compusă de Jonas Von Der Burg, Niclas Von Der Burg și Anoo Bhagavan, iar textul ei prezintă dorința lui Markund de a cânta în orice împrejurare.
În topul celor mai difuzate piese din Suedia, single-ul a reușit să obțină un loc opt, ieșind din top 100 după 22 de săptămâni, iar în Rusia a obținut poziția cu numărul patru. La La La (Never Give it Up) ocupă în prezent poziția cu numărul 667 în topul celor mai bune melodii din toate timpurile.
În videoclipul filmat pentru acest single, Petra Marklund este surprinsă mergând pe stradă, ținând un microfon în mână și cântând melodia. Clipul a fost difuzat deseori pe posturile televizate din regiunea Scandinaviei.

### We Can Do It
Pe data de 3 noiembrie a anului 2003, September a lansat în Suedia un EP, care conținea melodia We Can Do It în original, o altă versiune pentru radio mai lungă și două remixuri ale melodiei.
La finele anului 2003, We Can Do It a fost extras ca și cel de-al doilea single de pe albumul de debut numit September. Fiind compusă de Jonas Von Der Burg, Niclas Von Der Burg și Anoo Bhagavan, melodia urmează tendințele pop dance ale albumului, însă textul acesteia este mult mai provocator, pe durata refrenului apărând cuvinte interpretabile.
Din cauza versurilor, melodia a fost slab promovată în afara Suediei, unde a obținut poziția cu numărul zece în topul celor mai difuzate piese. În prezent, We Can Do It se află pe poziția cu numărul 1710 în topul celor mai bune melodii din Suedia din toate timpurile. În afara țării natale a Petrei Marklund, melodia nu a obținut niciun fel de poziție în topuri.
În videoclipul filmat pentru această piesă, Petra Marklund joacă rolul unei chelnerițe într-un bar, unde servește clienții și dansează alături de aceștia.

### September All Over
Pe data de 18 februarie a anului 2004, September a lansat cel de-al treilea EP din cariera sa. Acesta se numește September All Over și conține patru versiuni diferite ale melodiei cu același nume. În același timp melodia a fost extrasă și pe single, devenind astfel cel de-al treilea și ultimul extras de pe albumul September. Fiind în concordanță cu celelalte piese incluse pe album, aceasta are influențe puternice pop, dar și dance, însă într-o manieră mult mai subtilă. Această melodie a fost ultima lansată sub semnătura casei de discuri Stockholm Records.
Spre deosebire de single-ul precedent, September All Over s-a bucurat de succes în rândurile fanilor, reușind să obțină poziția cu numărul opt în topul din Suedia. În regiunea Scandinaviei, melodia a obținut difuzare slabă la posturile radio, nereușind să intre în topurile celor mai difuzate piese. În prezent, September All Over se află pe poziția cu numărul 2310 în topul celor mai bune melodii care au intrat în topul din Suedia.
În videoclipul filmat pentru această melodie, Petra Marklund este surprinsă în timpul unei petreceri, unde cântă și dansează alături de invitați. De asemenea, apar și cadre în care ea cântă în dimineața de după petrecere.